# Прибор (уніформа)
Прибор — сукупність елементів оформлення мундира в уніформі XVIII—XIX сторіччя. Прибор розділявся на металевий (приборний метал) та суконний (приборне сукно, приборний колір), але головним чином під терміном розумівся металевий прибор. Суконний прибор також міг називатися прикладом (прикладки у множині), прикладним сукном, прикладним кольором. Кожному окремому полку або роду військ присвоювався свій особливий прибор — металевий та суконний, який відрізняв його серед інших військових частин та формацій. На початок XXI століття термін є застарілим, використовується переважно дослідниками старовинних одностроїв — фахівцями з уніформології (мундирознавцями).

## Етимологія
Термін прибор є запозиченням з російського приборъ (відоме з 1687 року) «т.с.; сукупність убра́ння до чого-небудь» похідного з давньоруського прибирати, тобто прикрашати. Українською мовою термін засвоюється на початку XVIII сторіччя. Термін приклад (прикладки) є запозиченням російського прикладъ (відоме з 1655 року, староросійське прикладъ «додатковий, допоміжний матеріал для виготовлення чи оздоблення яких-небудь виробів»). В пам'ятках української мови засвідчений з другої половини XVII століття, був синонімом до терміна потреби. Останнє слово могло писатися в старовинних джерелах як потребы, потребкі, потребности.

## Загальний опис

### Металевий прибор
Металевий прибор складався з таких елементів оформлення мундира, як: ґудзики, пряжки, тасьма, галуни, позументи, шиття, китиці, шнурки, петлиці, погони, еполети, виготовлені зі срібних чи золотих ниток.
Прибор міг належати до одного з двох варіантів: жовтого або білого металу. На практиці це означало, що якщо полку або роду військ був присвоєний прибор жовтого металу, то ніжні чини мали ґудзики з міді або латуні, а офіцери — металеві позолочені або (у XVIII сторіччі) дерев'яні, обтягнуті золоченою мідною фольгою. Тасьма, китиці, шнурки, петлиці (якщо вони виготовлялись із тасьми, а не сукна) у ніжних чинів були у цьому випадку жовтого кольору. Галуни, галунні петлиці, галунні погони в офіцерів і генералів були із золотого галуна; позументи, шиття, китиці, шнурки, еполети — золоті.
Якщо ж полку або роду військ був присвоєний прибор білого металу, то ніжні чини мали ґудзики з міді або латуні лужені (вкрити оловом), а офіцери — срібні або (у XVIII сторіччі) дерев'яні, обтягнуті срібленою мідною фольгою. Тасьма, китиці, шнурки, петлиці з тасьми у ніжних чинів були у цьому випадку білого кольору. Галуни, галунні петлиці, галунні погони в офіцерів і генералів були зі срібного галуна; позументи, шиття, китиці, шнурки, еполети — срібні.

### Суконний прибор (приклад)

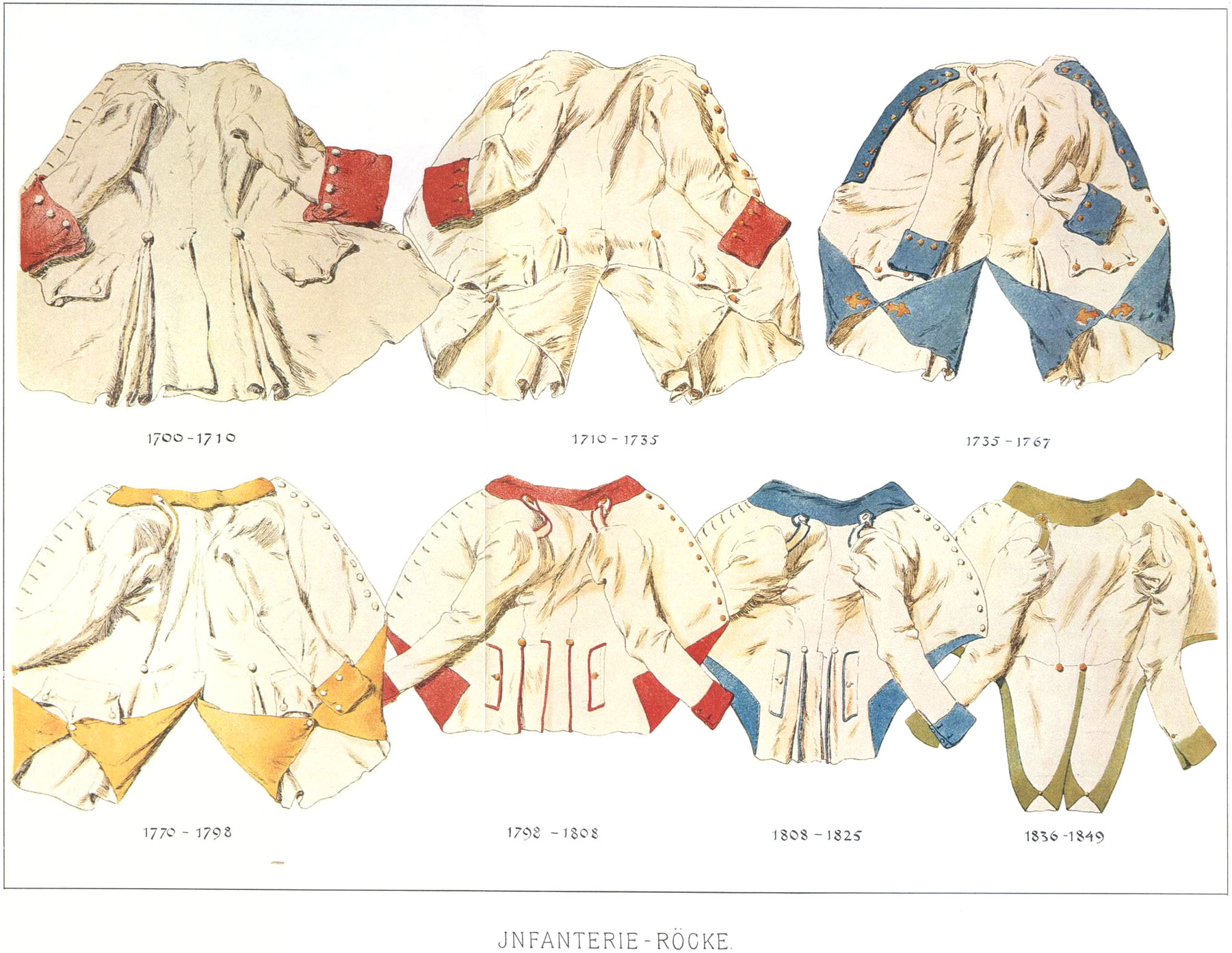
На даному зображенні австрийских мундирів з 1700 по 1849 роки добре видні елементи приборного сукна (коміри, лацкани, обшлаги, погони, відвороти фалд, облямивкі) та ґудзики жовтого і білого металу

Суконний прибор (приклад) належав до тих елементів мундира, які виготовлялись з сукна, кольору відмінного від основного кольору мундира. Такими елементами могли бути: коміри, обшлаги, клапани обшлагів, облямівка, лацкани, відвороти фалд, петлиці, лиштви, деталі головного убору. На відміну від приборного металу, кольорів приборного сукна у війську могло бути доволі багато — до 10-20 варіантів кольорів. В деяких арміях інколи намагались, щоб кожний полк у даному конкретному роді військ мав свій особливий колір, але при великій кількості полків це було проблематично зробити, тому деякі полки мали однаковий приборний колір. В цьому випадку вони могли відрізнятись іншими елементами форми — наявністю або відсутністю лацканів, розташуванням клапанів кишень (горизонтальне або вертикальне), вибором елементів форми приборного кольору (наприклад в одному полку комір, обшлаги та відвороти червоні, тоді як в іншому полку комір і відвороти червоні, а обшлаги мундирного кольору), кольором приборного металу.